# Länsväg 303
Länsväg 303 är en primär länsväg i Gävleborgs län. Den förbinder Ockelbo (länsväg 272) med kusten (E4) vid Bergby/Hamrångefjärden och är cirka 19 km lång. Den går i Ockelbo och Gävle kommuner.

## Historia
Vägen blev länsväg 303 år 1985, och var småväg innan. Väg 303 går idag i samma sträckning som denna småväg, ända sedan åtminstone 1940-talet. Parallellt med vägen finns resterna av Dala-Ockelbo-Norrsundets Järnväg.